# Concours international Olivier Messiaen
Le Concours international Olivier-Messiaen, dédié à l'origine au piano contemporain, est créé en 1967 par Claude Samuel, dans le cadre du Festival international d'art contemporain de Royan. Depuis 2022 ont lieu en alternance une édition consacrée à l'orgue se déroulant à Lyon, avec une édition consacrée au piano se déroulant à Grenoble.

## Histoire
Michel Béroff, âgé de 17 ans, remporte la première édition dont le jury est présidé par Olivier Messiaen lui-même. Le concours est organisé jusqu’en 1972 puis est intégré à des concours internationaux de la Ville de Paris lors de trois éditions. Le Concours est présidé par Yvonne Loriod-Messiaen en 2000, par Michel Béroff en 2003 et par Gilbert Amy en 2007.
En 2019, Bruno Messina, directeur de l’EPCC Arts en Isère Dauphiné Alpes (AIDA) qui porte notamment le projet artistique de la Maison Messiaen et le Festival Messiaen au Pays de la Meije est chargé par Claude Samuel de faire renaitre le concours, qui devient le Concours International Olivier Messiaen.
Pour cette renaissance, le concours 2019 a pris la forme d’un concours international d’interprétation à l’orgue organisé à Lyon. Une place importante est alors donnée à la création, puisqu’une œuvre nouvelle, commandée à Philippe Hersant, est imposée aux candidats lors de l’épreuve finale.
À partir de 2022, les éditions paires consacrées à l’interprétation à l’orgue ont lieu à Lyon en partenariat avec l’Auditorium-Orchestre national de Lyon et les éditions impaires, dédiées à l’interprétation au piano, se tiennent à Grenoble en partenariat avec la MC2. Les programmes fournis aux candidats intègrent une commande musicale et mettent en perspective des œuvres du répertoire d’Olivier Messiaen et des créations.
L'édition 2024 du Concours, qui devait être consacrée à l'orgue, est reportée en raison d’un nombre insuffisant de candidats.

## Concours international d'interprétation à l'orgue
L’orgue est étroitement associé à l’œuvre d’Olivier Messiaen, titulaire pendant plus de soixante-dix ans du grand orgue Cavaillé-Coll de l'église de la Trinité, à Paris. 
L’Auditorium-Orchestre national de Lyon s’est imposé comme le partenaire idéal pour le concours international d’interprétation à l’orgue. Cet instrument représente en effet une composante importante de l’identité de l’Auditorium de Lyon, qui en possède un exemplaire remarquable, unique en France.  

## Concours international d'interprétation au piano
Le piano occupe une place importante dans la vie et dans l’œuvre d'Olivier Messiaen. C’est le premier instrument qu’il apprend, d’abord en autodidacte quand il est encore enfant, puis avec des professeurs.
Son œuvre pour piano reste étroitement lié à sa seconde épouse, la pianiste de génie Yvonne Loriod, qui a créé et inspiré toutes ses œuvres avec piano à partir des Visions de l’Amen en 1943. Le répertoire de Messiaen pour le piano comporte des opus incontournables comme les Vingt Regards sur l’Enfant Jésus et le Catalogue d’oiseaux pour les œuvres solo, le Quatuor pour la fin du Temps en musique de chambre ou Des Canyons aux étoiles et la Turangalîla-Symphonie pour les grandes fresques orchestrales.
En collaboration avec la MC2: Grenoble, l’EPCC Arts en Isère Dauphiné Alpes remet à l’honneur l’instrument originel du Concours International Olivier Messiaen en proposant, tous les deux ans, une édition consacrée au piano.

## Vainqueurs du concours

### Concours de piano
| Année | Président       | Jury | Prix |
| ----- | --------------- | --- | --- |
| 2000  | Yvonne Loriod   | Håkon Austbø (Pays-Bas) Maria-Elena Barrientos (Espagne) George Benjamin (Royaume-Uni) Michel Béroff (France) Alain Louvier (France) Roger Muraro (France) Marcello Panni (Monaco) Pierre Réach (France) Thomas Daniel Schlee (Allemagne) Takahiro Sonoda (Japon) | 1er Grand Prix : Markus Bellheim (Allemagne) 2e Prix : Jean Dubé (France) 3e Prix : Ooï Hiroaki (Japon) Prix Yvonne Loriod : Jean Dubé |
| 2003  | Michel Béroff   | İdil Biret (Turquie) Suzanne Cheetham-Pillinger (Grande-Bretagne) Ivan Fedele (Italie) Peter Hill (Grande-Bretagne) Jun Kanno (Japon) Noël Lee (États-Unis) Yvonne Loriod-Messiaen (France) Roger Muraro (France)                                                 | 1er Grand Prix : Chuan Qin (Chine) 2e Grand Prix : Prodromos Symeonidis (Grèce) 3e Prix : Hue-Am Park (Corée) 4e Prix : Feodor Amirov (Russie) Prix Yvonne Loriod : Prodromos Symeonidis |
| 2007  | Gilbert Amy     | Louise Bessette (Canada) Marie-Françoise Bucquet (France) Nguyen Thien Dao (France) Jean-François Heisser (France) Momo Kodama (Japon) Klára Körmendi (Hongrie) Roger Muraro (France) Mikhail Rudy (France)                                                       | Grand Prix de la Ville de Paris : Le Liu (Chine) 2e Grand Prix : Marie Vermeulin (France) 3e Prix : Mako Okamoto (Japon) 4e Prix : Yury Favorin (Russie) |
| 2023  | Michaël Levinas | Jean-François Heisser (France)Marie-Josèphe Jude (France)Florent Boffard (France)Louise Bessette (Canada) | Grand Prix Olivier Messaien : Orlando Bass (France)2e Prix : Miharu Ogura (Japon)3e Prix : Alexa Stier (Hongrie/Roumanie)Prix de la meilleure interprétation des œuvres d’Olivier Messiaen : Orlando Bass et Miharu OguraPrix de la meilleure interprétation des œuvres nouvelles : Orlando Bass et Alexa StierPrix du public : Alexa Stier |

### Concours d'orgue
| Année   | Président      | Jury | Prix |
| ------- | -------------- | --- | --- |
| 2018-19 | Olivier Latry  | Thierry Escaich (France) Philippe Hersant (France) Edgar Krapp (Allemagne) Thomas Lacôte (France) Catherine Massip (France) Benoît Mernier (Belgique) Leo Samama (nl), (Pays-Bas) Liesbeth Schlumberger (Afrique du Sud) | Grand Prix Olivier-Messiaen : non décerné 2e Prix : Thomas Kientz (France) 3e Prix : Yanis Dubois (France) 4e Prix : Fanny Cousseau (France) Prix de la meilleure interprétation de l'oeuvre nouvelle : Yanis Dubois Prix de la meilleure interprétation de l’œuvre d'Olivier Messiaen : Fanny Cousseau Prix du public : Eszter Szedmàk (Hongrie)                            |
| 2022,   | Benoît Mernier | Loreto Aramendi (Espagne) Bernhard Haas (Allemagne) Nathan Laube (États-Unis) Loïc Mallié (France) Pascale Rouet (France) Alain Louvier (France)                                                                         | Grand Prix Olivier-Messiaen : Lukas Nagel (Allemagne) 2e Prix : Luca Akaeda Santesson (Japon/Suède) 3e Prix : Pierre-François Purson (France) 4e Prix : Kasumi Hamano (Japon) Prix de la meilleure interprétation de l’œuvre nouvelle : Lukas Nagel Prix de la meilleure interprétation de l’œuvre d'Olivier Messiaen : Luca Akaeda Santesson Prix du public : Kasumi Hamano |